# 菲乌马尔博
菲乌马尔博（義大利語：Fiumalbo），是意大利摩德纳省的一个市镇。总面积39平方公里，人口1307人，人口密度33.5人/平方公里（2009年）。ISTAT代码为036014。